# Nationalpark Jasmund

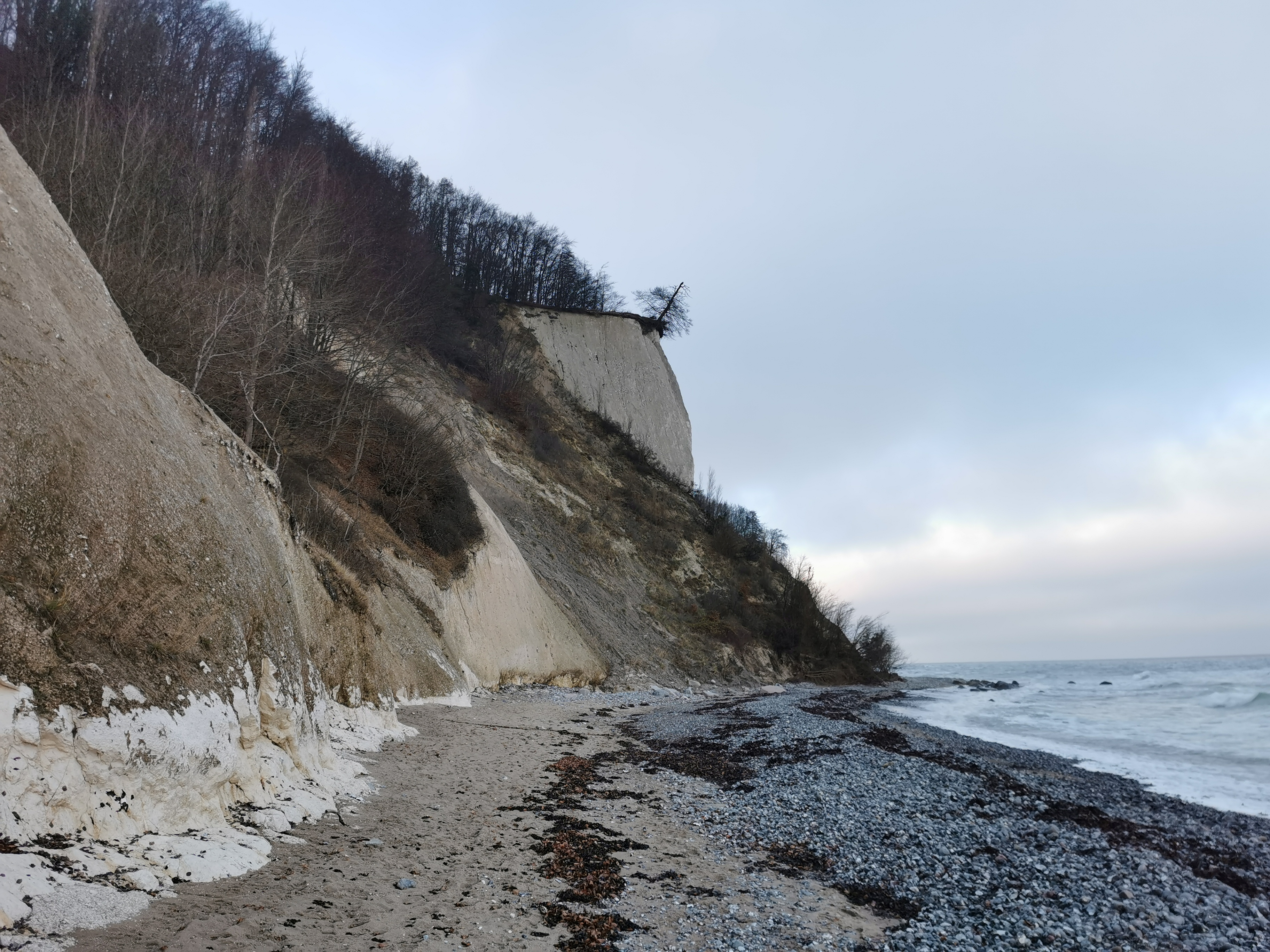
An der sog. Arndt-Sicht in der Nähe der Wissower Klinken wird die ständige Erosion anhand des halb abgestürzten Baumes besonders eindrucksvoll demonstriert

Der Nationalpark Jasmund liegt auf der Halbinsel Jasmund im Nordosten der Insel Rügen im Bundesland Mecklenburg-Vorpommern und besteht seit dem 12. September 1990. Er ist 3003 Hektar (ha) groß und ist damit Deutschlands kleinster Nationalpark. Seit 25. Juni 2011 gehört ein Teil des Buchenwalds des Parks zum UNESCO-Welterbe.
Das Gebiet des Nationalparks Jasmund umfasst den mit ursprünglichem Buchenwald bestockten Höhenrücken der Stubnitz nördlich der Hafenstadt Sassnitz mit der Kreide-Kliffküste (2200 ha) (charakteristisch vor allem die Stubbenkammer), einen 500 Meter weit in die Ostsee hinein reichenden Wasserstreifen (603 ha) sowie 200 ha im Westen des Nationalparks, die sich aus den ehemaligen Quoltitzer Kreidebrüchen, Wiesen, Mooren und Trockenrasen zusammensetzen. Die höchste Erhebung Rügens, der 161 Meter hohe Piekberg, befindet sich ebenfalls im Nationalpark.

## Die Geschichte des Nationalparkes
Das natürliche Kreidevorkommen auf der Halbinsel Jasmund wurde in Kreidebrüchen seit langem abgebaut. Als 1926 die Wiedereröffnung eines bereits stillgelegten Kreidebruchs drohte, wies man die Küste nördlich von Sassnitz als Naturschutzgebiet aus. Am 12. September 1990 wurde dieser Küstenabschnitt im Rahmen des Nationalparkprogramms zum Nationalpark erklärt.

## Die Kreidefelsen des Nationalparks Jasmund

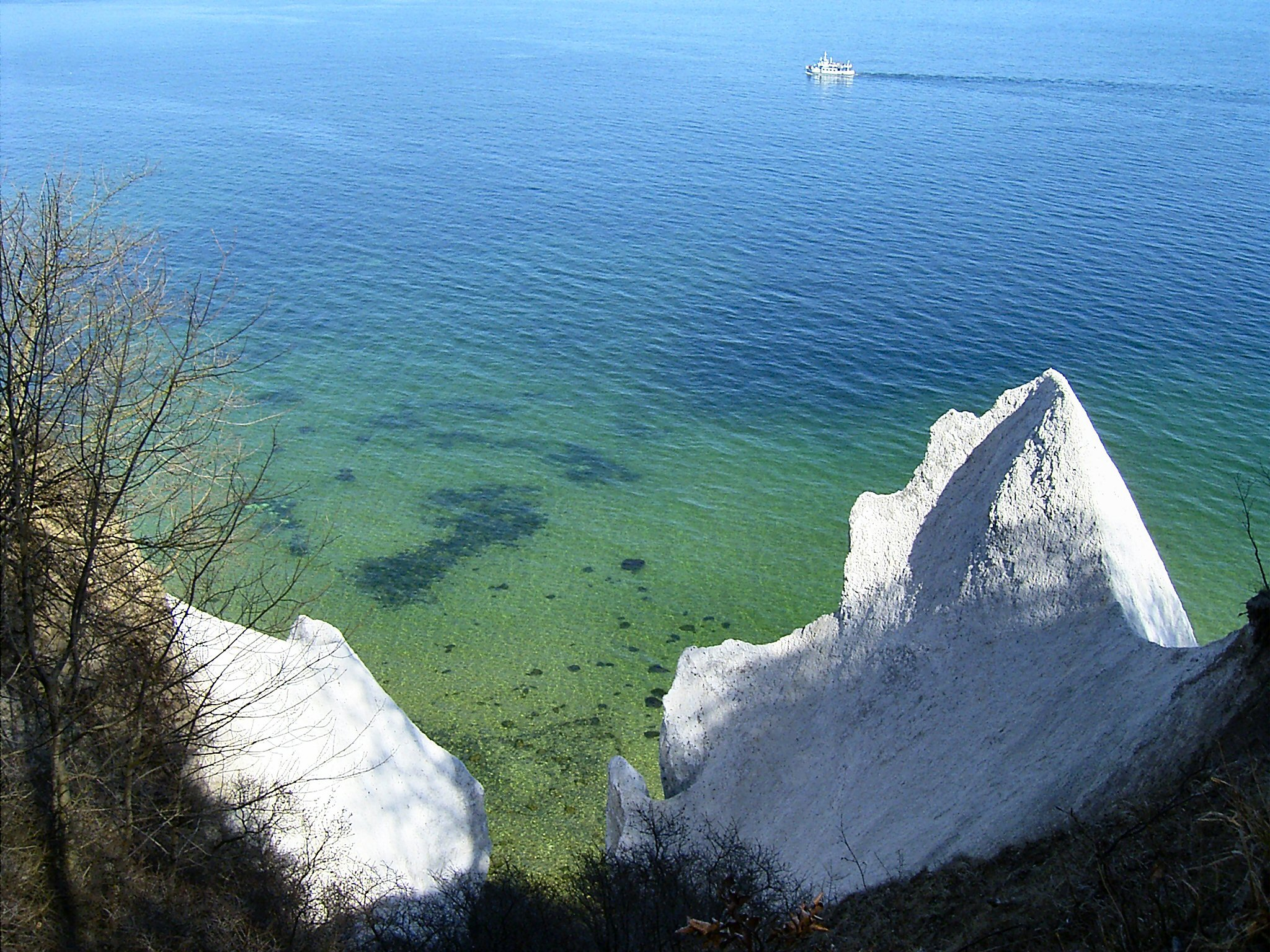
Wissower Klinken (2004)

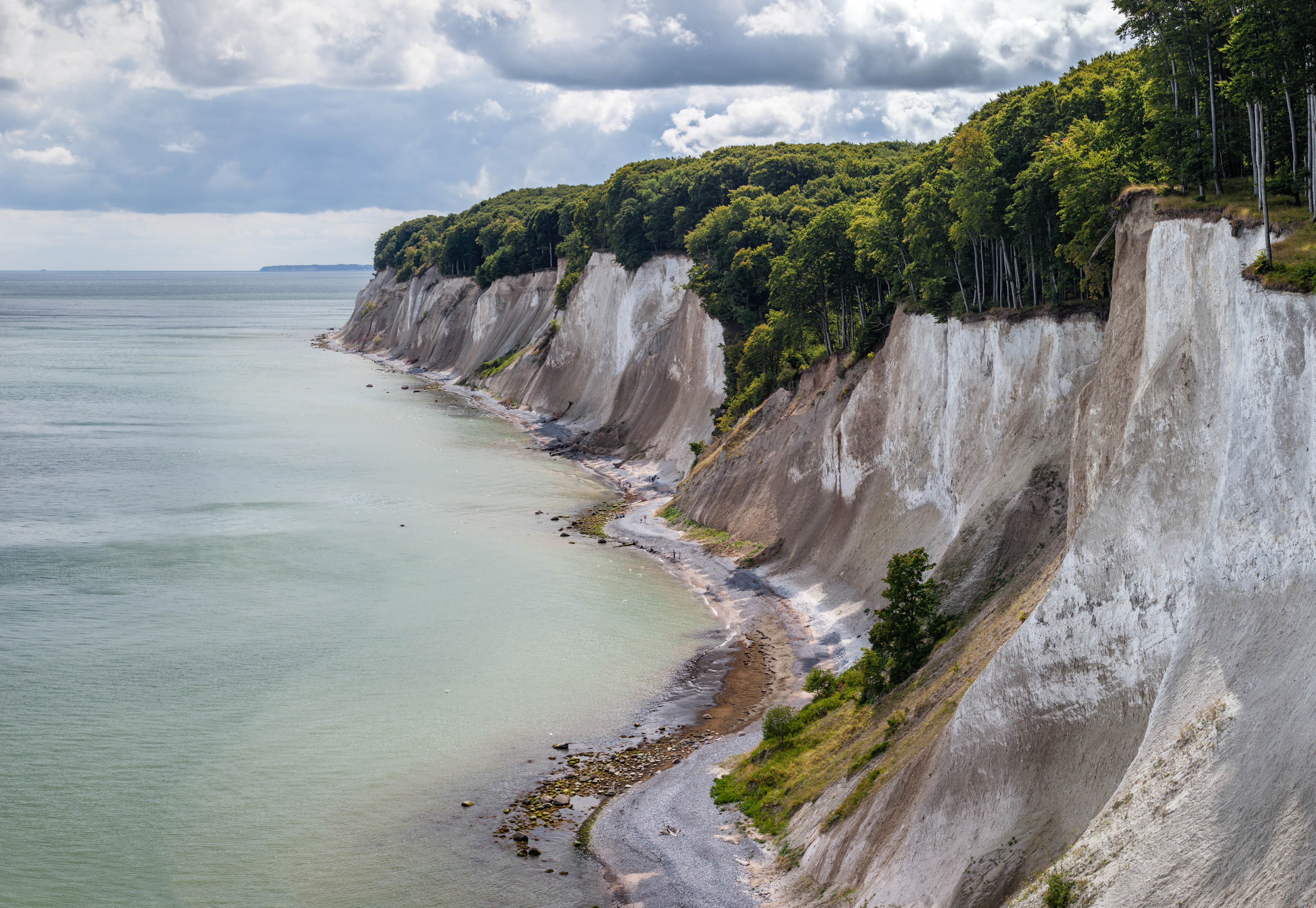
Kreidefelsen

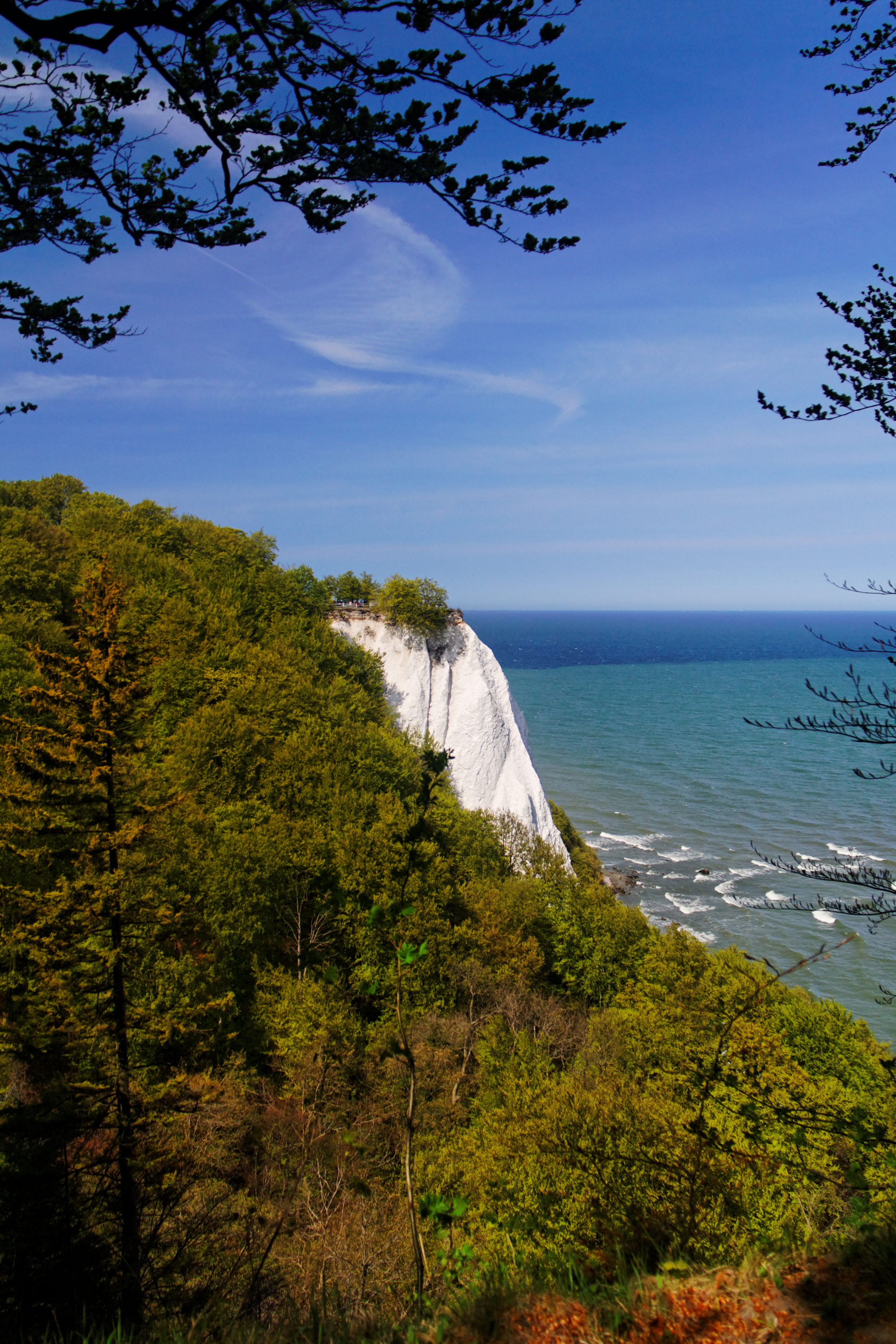
Königsstuhl, südliche Sicht

Die Kreidefelsen der Insel Rügen sind einer ständigen Erosion ausgesetzt. Mit jedem Sturm brechen große Stücke aus den Felsen und reißen gelegentlich auch Bäume und Sträucher mit ins Meer. Herausgelöst werden dabei auch Fossilien: Hier sind versteinerte Reste von Seeigeln, Schwämmen und Austern zu entdecken. Die Erosion der Küste hat zugenommen, seitdem im 19. und 20. Jahrhundert größere Findlinge vor der Küste entnommen wurden, um sie für den Ausbau von Häfen zu verwenden. Die Findlinge wirkten vor den Kreidefelsen als natürliche Wellenbrecher; seit ihrem Abtransport dringt das Wasser der Ostsee mit ungebrochener Gewalt an die Steilküste vor.
Der markanteste Punkt des Nationalparks ist der 118 Meter hohe Kreidefelsen Königsstuhl, der 2004 mit in das Gelände des neuen Besucherzentrums einbezogen wurde. Die Plattform dieses aus der Küstenlinie herausragenden Kreidefelsens betreten im Schnitt jährlich 300.000 Menschen, um von dort aus auf die Ostsee und die benachbarten imposanten Küstenabschnitte blicken zu können.
Als besondere Erscheinung haben auch die Wissower Klinken Weltruhm erlangt, die allerdings seit dem 24. Februar 2005 nach einem großen Uferabbruch weitgehend zerstört wurden. Irrtümlicherweise wird oft angenommen, dass diese von Caspar David Friedrich 1818 in seinem Gemälde Kreidefelsen auf Rügen verewigt wurden. Zu seiner Zeit, also vor rund 200 Jahren, existierten aber auch andere Kreidefelsformationen an Jasmunds Küste, etwa die Kreidesäulen in der Großen Stubbenkammer – also der Schlucht direkt nördlich des Königsstuhls – und die, den Kreidevorsprüngen der abgestürzten Wissower Klinken damals sehr ähnliche, Kleine Stubbenkammer direkt südlich des Königsstuhls. So entspricht die Ansicht seiner Kreidefelsen auf Rügen fast exakt dem Stahlstich Kleine Stubbenkammer von Johann Friedrich Rosmäsler (im Stadtarchiv Stralsund), den dieser 1834 schuf.
Die Kreidefelsen des Nationalparks Jasmund sind Motiv einer Sonderbriefmarke (Sonderpostwertzeichen), die vom Bundesfinanzministerium im Januar 2012 in der Serie „Deutsche National- und Naturparke“ herausgegeben wurde.
Die Kreideküste von Jasmund wurde 2006 in die Liste der 77 ausgezeichneten Nationalen Geotope aufgenommen.
Die Wissower Klinken sind das dritte im Rahmen der 30 Geotope³-Initiative der DGGV präsentierte 3D-Modell.
Auf der Insel Møn befindet sich das Gegenstück zu den Kreidefelsen, da der Sedimentationsraum früher einmal zusammenhing.

## Geologie
Die Steilküste der Halbinsel Jasmund im Nordosten Rügens setzt sich aus einer Abfolge von Sedimentgesteinen zusammen, die im unteren Teil aus weißen Kalkmergeln aufgebaut sind. Dieses besonders weiche Gestein wurde wegen seiner Eigenschaften früher oft als Tafelkreide verwendet, weshalb es auch Schreibkreide genannt wird. Es stammt aus der Kreidezeit, genauer aus dem unteren Maastrichtium, und ist ungefähr 70 Millionen Jahre alt.
In der späten Kreide war ganz Norddeutschland von einem bis zu 200 m tiefen, kühlen Flachmeer bedeckt, in dem vor allem Kalkalgen zur Produktion der mächtigen Sedimente beigetragen haben. Diese einzelligen Algen aus der Ordnung der Coccolithophorida umgaben ihren Zellkörper mit nur wenige Mikrometer großen Calcitplättchen (Coccolithen). Als die Algen abstarben, fielen die kugeligen Gebilde auseinander und die Coccolithen bildeten die Grundmasse der feinkörnigen Kalkablagerungen. Die Schreibkreide ist diagenetisch nicht stark verfestigt und so weich, dass sie sich im feuchten Zustand mit dem Messer schneiden lässt. In der kalkigen Grundmasse finden sich oft auch die Reste größerer Organismen wie z. B. Seeigel, Brachiopoden, Schwämme, Muscheln, Belemniten oder Ammoniten. Diagenetisch entstanden in den Kalken Horizonte mit Feuersteinen, die als knollige Formen oder in Lagen ausgebildet sind. Sie bestehen aus SiO2 in Form von kryptokristallinem Quarz, d. h. die Kristallinität ist nur bei sehr großer Vergrößerung unter dem Mikroskop erkennbar. Diese Feuersteine säumen heute das Ufer entlang der Kreideküste. Sie sind deutlich widerstandsfähiger gegen die Brandung des Meeres als die weichen Kalke, die durch die Erosion sehr schnell zerkleinert und wegtransportiert werden.
Die Schreibkreide des Maastrichtiums wird mitunter diskordant von quartären Lockersedimenten überlagert, die zwischen 140.000 und 12.000 Jahren vor heute während der letzten Vereisungsphasen entstanden sind. An der Ostküste der Halbinsel Jasmund bilden diese Ablagerungen eine Sequenz aus mindestens drei Geschiebemergeln und glazigenen Zwischensedimenten aus Ton, Silt, Sand und Kies, die glazifluviatilen oder glazilimnischen Ursprungs sind.
Die Kreideablagerungen und glazigenen Sedimente von Jasmund sind in der jüngeren Erdgeschichte durch einen weiteren geologisch wichtigen Prozess beeinflusst worden – der Glazitektonik. Dabei handelt es sich um Deformationen von Gesteinsabfolgen, die durch Gletscherbewegung verursacht werden. Die kreidezeitlichen und quartären Sedimente sind während des Weichselglazials durch vorstoßende Gletscher in ihrem Randbereich in einer großen Anzahl von Schuppen dachziegelartig aufeinander geschoben und verfaltet worden. Die Gesamtstruktur Jasmunds zeigt einen Falten- und Überschiebungsgürtel in einem Maßstab, der deutlich kleiner ist als es von Orogenen bekannt ist. Über den gestapelten und deformierten Einheiten liegt wiederum diskordant ein Geschiebemergelkomplex des jüngsten Abschnitts des Weichselglazials. Dieser ist nicht in die großräumige glazitektonische Bewegung einbezogen worden. Somit lässt sich die glaziale Deformation dem sogenannten Pommern-Stadium zuordnen. Das ist der Abschnitt nach dem letzten glazialen Maximum vor ca. 22.000 bis 20.000 Jahren, aber vor dem jüngsten lokalen Gletschervorstoß, dem Mecklenburg-Stadium, ca. 17.000 bis 15.000 Jahre der Weichselkaltzeit.

## Gewässer

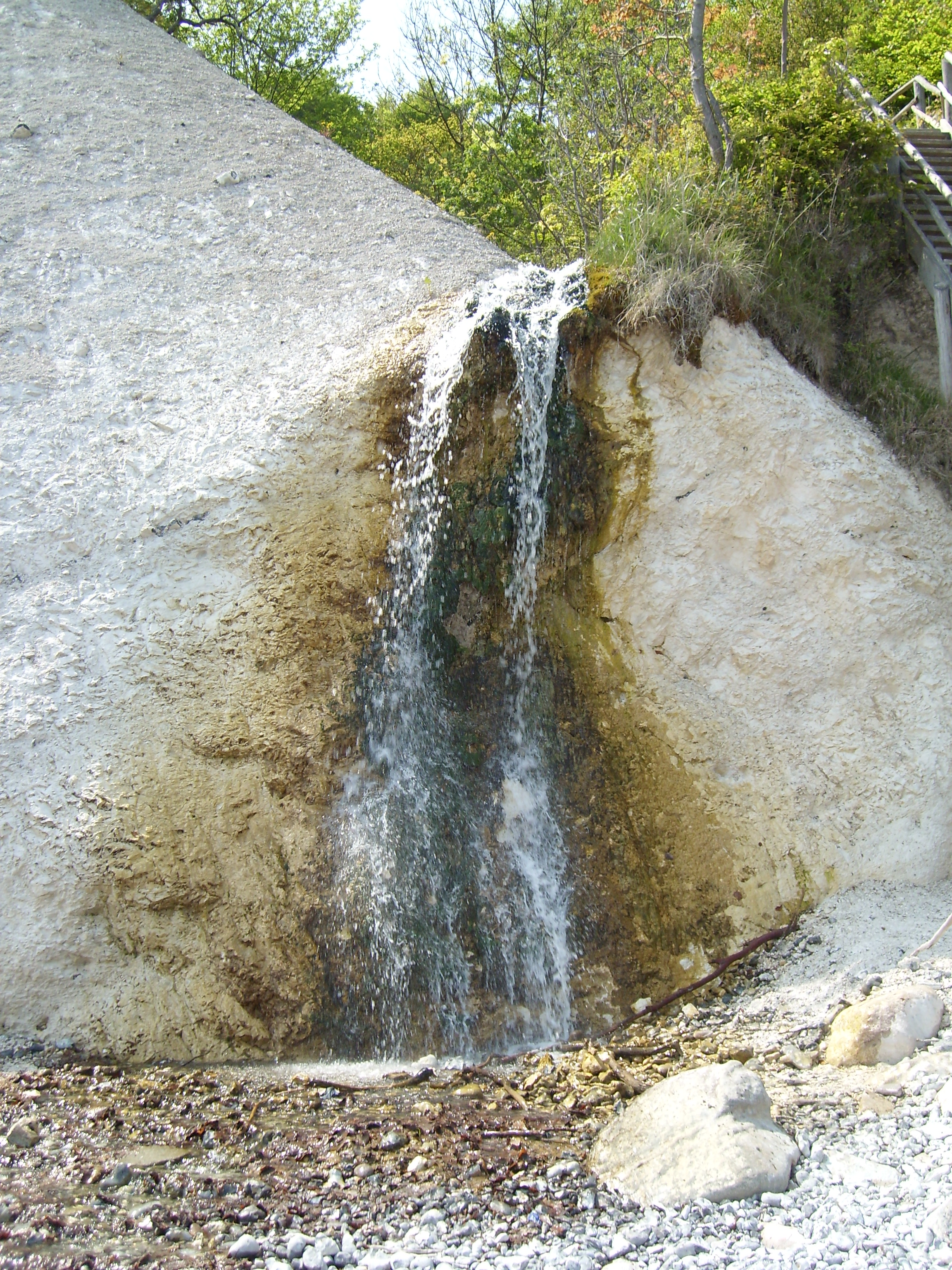
Wasserfall des Kieler Baches am Kieler Ufer

In den Mooren des Nationalparks entspringen mehrere Bäche, wie etwa (von Südwesten nach Norden) Steinbach, Lenzer Bach, Wissower Bach, Leescher Bach, Kieler Bach und Brisnitzer Bach sowie Krietbach und Kollicker Bach. Mehrere von ihnen münden über die Kreidekliffs in die Ostsee und bilden einige der wenigen Wasserfälle des norddeutschen Tieflands.

## Fauna und Flora

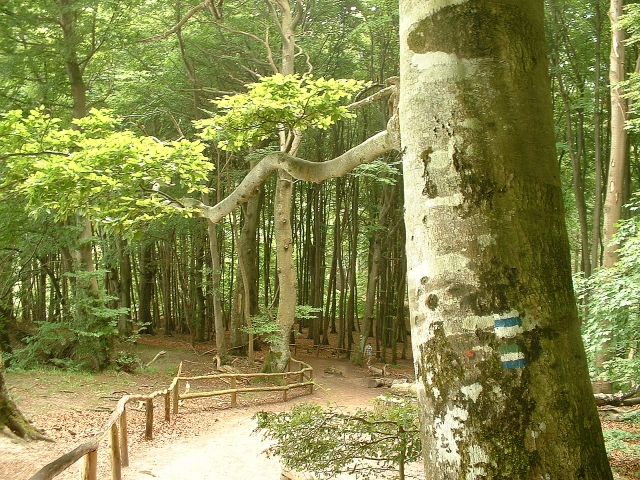
Ursprünglicher Buchenwald im Nationalpark Jasmund

Der Nationalpark Jasmund bietet aufgrund seiner besonderen geologischen Bedingungen zahlreichen seltenen Pflanzen und Tieren eine Heimat. Insbesondere schützt er das größte zusammenhängende Buchenwaldgebiet an der deutschen Ostseeküste.
In den Wäldern der Stubnitz sind zahlreiche mit Wasser gefüllte, abflusslose Senken und Mulden zu finden, die meistens als eiszeitliche Toteislöcher entstanden. Wo diese Wasserflächen verlanden, entstehen sogenannte Kesselmoore. Zahlreiche Schwarzerlen sind an diesen Senken und Kesselmooren zu finden. An trockeneren Stellen sind Wildbirne, Wildapfel, Elsbeere und Eiben zu finden. Zu den hier vorkommenden Orchideenarten zählt auch der Frauenschuh. Eine weitere Besonderheit ist die Salzvegetation an der Nordküste des Nationalparks.
Die Tierwelt im Nationalparkgebiet ist artenreich und vielfältig. Es leben allein 1000 Käferarten im oder vom Holz. In den klaren Bächen, die die Stubnitzwälder durchziehen, findet sich mit dem Alpenstrudelwurm ein ungewöhnlicher Bewohner, der sonst nur im Gebirge vorkommt. An diesen Bächen kann auch der Eisvogel beobachtet werden.
In den Kliffs der Kreidefelsen nisten Mehlschwalben, und die Kreideeule, ein cremefarbener Nachtfalter, hat ihr einziges Vorkommen in Deutschland auf Jasmund.
Aufgrund des hohen Besucherdrucks sind allerdings Wanderfalke und Seeadler im Nationalpark nur noch selten zu beobachten.

## Besucher

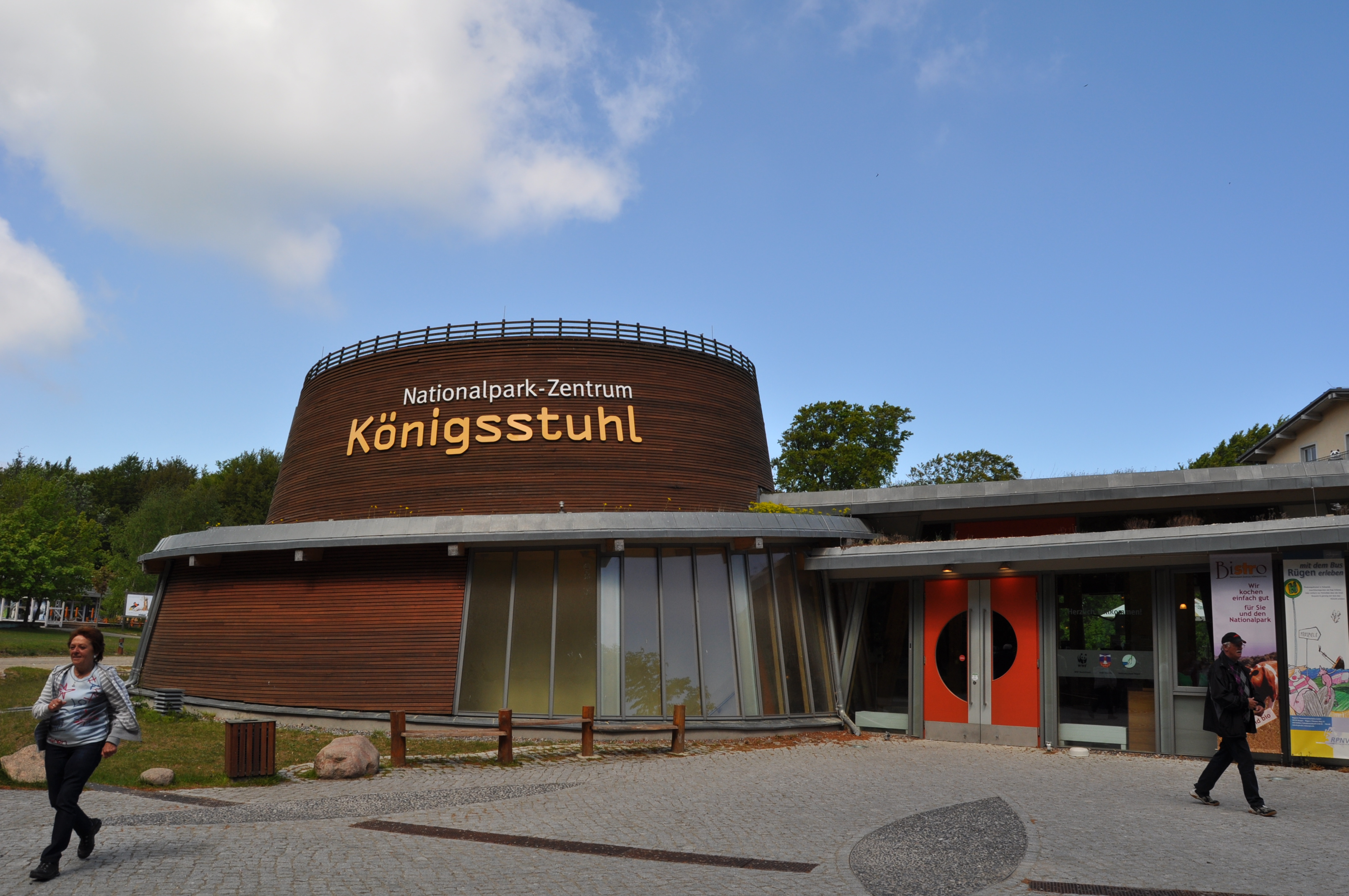
Nationalparkzentrum am Königsstuhl

Seit seiner Entstehung 1990 zieht der Nationalpark Jasmund jährlich Hunderttausende von Besuchern an. Eine der wesentlichen Aufgaben der Nationalparkverwaltung besteht deshalb darin, diese Besucherströme zu lenken, um eine weitgehend ungestörte Entwicklung der vielfältigen Lebensräume des Nationalparks zu gewährleisten und den Besuchern dennoch Einblicke in die Natur des Nationalparks zu ermöglichen. Entlang der Küstenlinie verläuft oberhalb des Steilufers der Hochuferweg, welcher zum Wandern genutzt werden kann. Im März 2004 wurde das Nationalpark-Zentrum Königsstuhl eröffnet. Im Besucherzentrum ist das Mitführen von Hunden nicht gestattet. Im Nationalpark selbst müssen Hunde an der Leine geführt werden und das Wildcampen ist verboten.
Die direkte Anbindung erfolgt per öffentlichem Personennahverkehr sowie zu Fuß oder per Fahrrad. Mehrere Buslinien der Verkehrsgesellschaft Vorpommern-Rügen verkehren zu den umliegenden Parkplätzen sowie nach Sassnitz, unter der Linie 20 bis auf den Südteil der Insel (Königsstuhl – Sassnitz – Binz – Göhren – Klein Zicker).

## Wandern und Radfahren
Das Wanderwegnetz im Nationalpark Jasmund ist gut ausgebaut und einheitlich beschildert. Ein 12 km langer Hochuferweg führt vom nördlichen Ortsausgang von Sassnitz auf dem Hochufer über Wissower Klinken, Kieler Ufer, Viktoriasicht und Königsstuhl nach Lohme am Nordwestrand des Schutzgebiets. Am Bahnhof Sassnitz beginnt der Themenweg Weißes Rügen, ein gut siebenstündiger Rundwanderweg, der über den Kleinen Königsstuhl sowie den 'Großen' Königsstuhl und Wissower Klinken wieder nach Sassnitz zurückführt.
Für Radfahrer gibt es speziell ausgewiesene Wege, das Befahren des Hochuferweges ist nicht gestattet.

## Filmografie
- Im Nationalpark Jasmund. Dokumentarfilm, 45 Min., Deutschland, 1998, von Ina Knobloch und Manfred Praxl, Produktion: City Media TV Frankfurt, Vertrieb: Komplett-Media-GmbH, Grünwald ISBN 3-89672-491-6, Kurzbeschreibung (Memento vom 30. September 2007 im Internet Archive) des MDR